# Thymus karamarianicus
{{#ifeq:0|0|{{#if:|{{#if:Thymuskaramarianicus|[[]}}|}}}}
Thymus karamarianicus (чебрець карамар'янський) — вид рослин родини глухокропивові (Lamiaceae), ендемік Азербайджану.

## Поширення
Ендемік Азербайджану.
Цей напівчагарник росте на сухих кам'янистих схилах від нижнього до верхнього гірського поясу.

## Загроза та охорона
Найважливішими можливими загрозами, які можуть спричинити подальше зниження в майбутньому, є надмірне збирання місцевими жителями як лікарських рослин так і сіна.
Ніяких заходів збереження немає.